# Stasina rangelensis
Stasina rangelensis is een spinnensoort in de taxonomische indeling van de jachtkrabspinnen (Sparassidae).
Het dier behoort tot het geslacht Stasina. De wetenschappelijke naam van de soort werd voor het eerst geldig gepubliceerd in 1935 door Pelegrin Franganillo-Balboa.